# Ficció especulativa
La ficció especulativa és una àmplia categoria de ficció que engloba gèneres amb alguns elements inexistents en termes d'actualitat en relació amb la realitat, història registrada o natura i univers. Comprèn diversos temes en el context de referències sobrenaturals, futuristes i altres temes de la imaginació. En aquesta categoria de paraigües, els gèneres incorporen, entre d'altres, la ciència-ficció, fantasia, terror, ficció de superherois, història alternativa, ficció utòpica i distòpica i ficció sobrenatural, així com combinacions dels mateixos, com per exemple, la fantasia científica.

## Història
La ficció especulativa com a categoria literària incorpora des d’obres antigues fins a obres que canvien de paradigma i obres neotradicionals del segle xxi. Aquest tipus de ficció es pot reconèixer en obres que ja es coneixen les intencions d'autor o els contextos socials de les versions d’obres que ja es van difondre en la seva èpoica. Per exemple els antics dramaturgs grecs com Eurípides (vers 480-406 aC) l’obra del qual Medea sembla haver ofès al públic d'Atenès quan va especular de manera fictícia que la xaman Medea va matar els seus propis fills en lloc de ser assassinats pels corintis després de la seva marxa, o el joc d' Hipòlit, introduït narrativament per Afrodita, deessa de l'amor en persona, que se sospita que va disgustar al seu públic contemporani perquè va retratar Fedra com a massa luxuriosa.
En historiografia, el que ara es denomina ficció especulativa s'havia anomenat anteriorment "invenció històrica", " ficció històrica " i noms similars. Es reconeix àmpliament en la crítica literària de les obres de William Shakespeare quan ocalitza el duc atenès Teseu i l'amazona reina Hipòlita, la fada anglesa fada Puck i el deu de la mitologia romana déu Cupido a través del temps i l'espai al país de les fades del seu sobirà germànic merovingi. Oberon al El somni d’una nit d’estiu.
En el mite, el concepte de ficció especulativa s'ha anomenat "mitopoesi" o mythopoeia, "especulació fictícia". El disseny creatiu i la generació de coneixements, els trobem en obres com El Senyor dels Anells de J. R. R. Tolkien. Aquests temes alternatius sobrenaturals d'història i sexualitat continuen en obres produïdes dins del gènere de ficció especulativa moderna.
La creació de ficció especulativa en el seu sentit general d’història hipotètica, explicació o narració ahistòrica també s'ha atribuït als autors en un mode aparentment de no ficció des d’ Herodot d’ Halicarnàs (segle v aC), a les seves Històries, També va ser practicat i editat pels primers escriptors enciclopèdics com Sima Qian (c. 145 o 135 aC-86 aC), autor de Shiji: Registres del Gran Historiador.
Aquests exemples ressalten l'advertència que moltes obres consideren ara com a ficció especulativa intencionada o no abans de la creació del terme com a gènere;. El seu concepte en el seu sentit més ampli capta tant un fons conscient com inconscient de la psicologia humana per donar sentit al món i respondre-hi creant expressions imaginatives, inventives i artístiques. Aquestes expressions poden contribuir al progrés pràctic mitjançant influències interpersonals , moviments culturals socials i investigacions i avenços científics i de la filosofia de la ciència.
En l'ús en llengua anglesa en arts i literatura des de mitjans segle xx, la "ficció especulativa" com a terme de gènere s'atribueix sovint a Robert A. Heinlein. Va utilitzar el terme per primera vegada en un editorial a The Saturday Evening Post, el febrer 8, 1947. A l'article, Heinlein va utilitzar "Ficció especulativa" com a sinònim de " ciència-ficció ". En un escrit posterior, va declarar explícitament que el seu ús del terme no incloïa fantasia. Tanmateix, tot i que Heinlein pot haver creat el terme tot sol, hi ha citacions anteriors: un article a la Lippincott's Monthly Magazine del 1889 feia servir el terme en referència a Looking Backward: 2000–1887 i altres obres d’Edward Bellamy; En el número de maig de 1900 de The Bookman deia que Etidorhpa, de John Uri Lloyd , "The End of the Earth " havia creat una gran discussió entre les persones interessades en la ficció especulativa ". Una variació d'aquest terme és "literatura especulativa".
L’ús de la ficció especulativa en el sentit d’expressar la insatisfacció amb la ciència-ficció tradicional o El sistemat va ser popularitzat als anys seixanta i principis dels setanta per Judith Merril i altres escriptors i editors, en relació amb el moviment New Wave. Va caure en desús cap a mitjans dels anys setanta.
La Internet Speculative Fiction Database conté una llista àmplia de diferents subtipus.
A la dècada de 2000, el terme va entrar en ús més ampli com a terme col·lectiu convenient per a un conjunt de gèneres. No obstant això, alguns escriptors, com Margaret Atwood, continuen distingint la "ficció especulativa" específicament com un tipus de ciència-ficció sense "marcians ", "sobre coses que realment podrien passar".
Les revistes acadèmiques que publiquen assajos sobre ficció especulativa les podem consultar en les següents capceleres Extrapolació i Foundation.
Segons les estadístiques dels editors, els homes superen les dones aproximadament de dos a un entre els escriptors de ficció especulativa en anglès que tenen com a objectiu la publicació professional. No obstant això, els percentatges varien considerablement segons el gènere, amb dones que superen els homes en els camps de la fantasia urbana, el novel·la paranormal i la literatura juvenil.

## Distingir la ciència-ficció d'altres ficcions especulatives
De vegades, "ficció especulativa" s'abrevia com a "spec-fic", "spec fic", "specfic", "SF", "SF" o "sf". Tanmateix, les tres darreres abreviatures són ambigües, ja que s'han utilitzat durant molt de temps per referir-se a la ciència ficció (que es troba dins d’aquest rang general de literatura) i a altres elements en diversos contextos. 
El terme ha estat utilitzat per alguns crítics i escriptors descontents amb el que consideren una limitació de la ciència-ficció: la necessitat que la història s'adhereixi als principis científics. Argumenten que la "ficció especulativa" defineix millor un tipus de ficció ampliat, obert i imaginatiu que la "ficció de gènere", i les categories de "fantasia", "misteri", "terror" i "ciència-ficció". Harlan Ellison va utilitzar el terme per evitar ser encasellat en cap categoria com escriptor. Ellison, fervent defensor dels escriptors que adopten orientacions de major ficció literària va sortir de les convencions de gènere per empènyer els límits de la "ficció especulativa".
El terme "ficció suposicional" de vegades s'utilitza com a subcategoria que designa ficció en què els personatges i les històries estan restringits per un món intern coherent, però no necessàriament definit per cap gènere en particular.

## Gèneres
La ficció especulativa pot incloure elements d’un o més dels gèneres següents:
| Nom                  | Descripció | Exemples |
| -------------------- | --- | --- |
| Fantasia             | Tracta els elements i els éssers que originen històries tradicionals inspirades en, com criatures mítiques (dracs, elfs, nans i fades, per exemple), màgia, bruixeria, pocions, etc. | El Senyor dels Anells, Dungeons & Dragons, The Legens of Zelda, Harry Potter, Cançó de Gel i Foc, Magic: The Gathering World Championship                    |
| Ciència-Ficció       | Caracteritza tecnologies i altres artefactes que no existeixen en la vida real però no és dificil pensar que podrien ser creades o descobertes en el futur pròxim gràcies a l'avenç científic. Aquests podrien ser els robots, viatge interestel·lar, vida extraterrestre, viatges en el temps, mutants i ciborgs. En moltes sci-fi les històries són ambientades en el futur. | The Time Machine, Jo Robot, Dune, Star Trek, 2001: Una odissea de l'espai, Swamp Thing, Black Mirror, La guerra de les galàxies, Blade Runner, Jurassic Parc |
| Horror               | Focalitza en històries de terror que inciten la por. Pot ser qualsevol ésser sobrenatural, com monstres, vampirs, fantasmes i dimonis, o persones reals amb transtors psicopàtics i assassins cruels. Sovint presenta violència i mort. | L'Exorcista, A Nightmare on Elm Street, Us, Books of bloood, The Hellbound Heart, Mal Resident                                                               |
| Utòpic               | Té lloc en una societat altament desitjable, sovint presentatada com avançada, feliç, intel·ligent o fins i tot perfecte o lliure de problemes. | Illa (novel·la), Ecotopia, 17776 |
| Distopia             | Contempla una societat altament indesitjable, sovint malalta amb control estricte, violència, caos, rentats de cervell o altres elements negatius. | Un món feliç, 1984, Brasil, El conte de la serventa, La taornja mecànica, Clockwork Taronja, Els jocs de la fam                                              |
| Història alternativa | Es focalitza en esdeveniments històrics que van passar d'una forma inversa i les seves possibles implicacions en el present. | The Man in the High Castle, The Last Starship from Earth, Maleïts malparits, The Guns of the South, Fatherland, Wolfenstein                                  |
| Apocalipsi           | Narra els epìsodis que s'han mostrat abans i durant un prolema massiu, catastròfic, canvi climàtic o pandemia de nivell extrem a gran escalao un holocaust nuclear. | On the Beach, Trama, El dia de demà, Birdbox, 2012, La guerra dels mons                                                                                      |
| Postapocalipsi       | Centrada en els grups supervivents després de la suposada catàstrofe massiva o desastre natural global. | The Stand, Mad Max, Waterworld, Fallout, Metroid Albor, Metro 2033, Nausicaä de la Vall del Vent, Wasteland                                                  |
| Superheroi           | Els superherois amb poders i/o habilitats extraordinàries amb la seva lluita en contra forces de mal retratats en figures de supervillans. Típicament incorpora elements de ciència-ficció o fantasia, i pot ser el seu subgènre. | Univers DC, Univers Marvel, Naruto, Kamen Rider, Super Sentai, Metal Heroes, Power Rangers                                                                   |
| Sobrenatural         | Similar a l'horror i la fantasia, explota o requereix dispositius de trama o temes que sovint contradiuen suposicions materialistes i quotidianes sobre el món natural. | The Castell pf Otranto, Stranger Things, Paranormal Activity, Dark, Fallen, Diaris de Vampirs, Charmed, The Others, Premonició, The Skeleton Key             |